# Fårtjärnen, Dalarna
Fårtjärnen är en sjö i Ludvika kommun i Dalarna och ingår i Norrströms huvudavrinningsområde.